# Taça Século
A Taça Século, é um torneio de desporto na África do Sul. Este torneio é patrocionado pelo jornal de Língua Portuguesa O Século de Joanesburgo, daí o seu nome.

## Clubes participantes em 2011
ACPP, União Cultural Desportiva e Recreativa de Joanesburgo,APF e Sporting Football Club Joanesburgo.

### Lista de vencedores
| Ano  | Campeão |
| ---- | ------- |
| 2011 |         |
| 2009 | ACPP    |

### Número de campeonatos por Clube
| Clube | Campeonatos |
| ----- | ----------- |
| 2009  | ACPP        |

### Sítios Sul Africanos
- «Federação Sul Africana de Hóquei em Patins»
- «Jornal o Século da África do Sul com actualidade do Hóquei Patins neste País»
- «Sporting de Joanesburg»
- «Associação Portuguesa de Futebol, Cultura e Recreio»

### Internacional
- «O Hóquei em todo o Mundo»
- «Mundook-Actualidade Mundial do Hóquei Patinado»
- «Cumhoquei-Actualidade Mundial do Hóquei Patinado»
- «Hardballhock-Actualidade Mundial do Hóquei Patinado» (em inglês)
- «Inforoller-Actualidade Mundial do Hóquei Patinado (em Francês)»
- «Hardballhock Blog-Actualidade Mundial do Hóquei Patinado» (em inglês)
- «rink-hockey-news-Actualidade Mundial do Hóquei Patinado» (em inglês)
- «Solo Hockey-Actualidade Mundial do Hóquei Patinado (em Castelhano)»